# Benno von Sausin
Robert Georg Theobald Benno von Sausin de Montanieres (* 9. März 1809 in Ober-Graeditz, Landkreis Schweidnitz; † 23. Oktober 1888 in Liegnitz) war ein preußischer Generalmajor.

## Leben

### Herkunft
Seine Eltern waren Christoph von Sausin de Montanieres (1756–1833) und dessen Ehefrau Sophie, geborene von Dobschütz (1779–1840). Sein Vater war in Orange geboren, wurde preußischer Oberstleutnant a. D. und war zuletzt Kommandeur des Reserve-Bataillons im 8. Schlesischen Landwehr-Regiment.

### Werdegang
Nach dem Besuch der Kadettenhäuser in Potsdam und Berlin wurde Sausin 5. April 1826 als Sekondeleutnant dem 26. Infanterie-Regiment der Preußischen Armee überwiesen. Zur weiteren Ausbildung absolvierte er 1829/32 die Allgemeine Kriegsschule. 1834/37 folgte eine Kommandierung als Lehrer an der Divisionsschule der 7. Division sowie 1837/39 zum Topographischen Büro nach Berlin. Am 12. September 1839 wurde er zum Premierleutnant befördert und avancierte im Juni 1848 zum Hauptmann und Kompaniechef. Unter Beförderung zum Major erfolgte am 20. März 1855 seine Kommandierung als Kommandeur des III. Bataillons im 31. Landwehr-Regiment nach Sangerhausen. Anfang Mai formierte sich daraus das 31. kombinierten Infanterie-Regiment und daraus Anfang Juli 1860 das 3. Thüringische Infanterie-Regiment Nr. 71. Sausin erhielt als Oberstleutnant das Kommando über das Füsilier-Bataillon, wurde aber bereits am 23. August 1860 als Kommandeur des 4. Pommerschen Infanterie-Regiments Nr. 21 nach Gnesen versetzt. In dieser Stellung stieg er am 18. Oktober 1861 zum Oberst auf und wurde am 3. April 1866 unter Verleihung des Charakters als Generalmajor mit Pension zur Disposition gestellt.
Bei der Mobilmachung anlässlich des Krieges gegen Frankreich war Sausin vom 18. Juli 1870 bis zum 15. März 1872 Kommandeur der stellvertretenden 8. Infanterie-Brigade und erhielt für sein Wirken am 4. April 1872 den Roten Adlerorden II. Klasse mit Eichenlaub. Er starb am 23. Oktober 1888 in Liegnitz.

### Familie
Er heiratete am 5. Oktober 1846 in Breslau Klara Marie von Schickfus (1826–1848) aus dem Haus Polnisch-Ellguth. Nach ihrem frühen Tod heiratete er am 12. September 1850 in Konstanz Klara von Hering (1828–1913), Tochter des preußischen Generalleutnants Friedrich von Hering. Aus den Ehen gingen folgende Kinder hervor:
- Georg (1842–1927), preußischer Generalleutnant ⚭ 1883 Marie von Teichmann und Logischen (1860–1945), Tochter des Generals Arved von Teichman und Logischen
- Mathilde (1851–1893) ⚭ 1877 Paul Roether (1839–1896), Regierungsrat
- Emile (1852–1853)
- Anna (1853–1854)
- Friedrich (1856–1918), preußischer Generalmajor ⚭ 1883 Maria von Eckartsberg (1859–1937)
- Klementine (1858–1859)
- Klara (1868–1945) ⚭ 1896 Walter Plaetschke (1867–1929)